# Kirk Richards
Kirk La Dal Richards (Flagstaff, 14 novembre 1957 – El Paso, 23 agosto 2003) è stato un cestista statunitense, professionista in Spagna e in Francia.

## Palmarès
- Miglior stoppatore CBA (1985)